# شاهر
شاهر نام یک تفنگ تک‌تیراندازی با کالیبر ۱۱۴×۱۴٫۵ میلی‌متری برای هدف‌گیری اهداف دور است که توسط سازمان تحقیقات و جهاد خودکفایی نیروی زمینی ارتش تولید شده که ۲۲ کیلوگرم وزن و ۱۸۵ سانتیمتر بلندی دارد. این سلاح دارای برد مؤثر ۳ کیلومتر و برد مفید ۴ کیلومتر می‌باشد که برای استفاده بهینه به ۳ نفر کاربر نیاز دارد. برای افزایش برد، خشاب آن در انتهای سلاح نصب می‌شود.این سلاح به کشور های متحد ایران از جمله  یمن فلسطین. عراق. سوریه. ونزوئلا. به صورت گسترده صادر شده است.  
این سلاح قابلیت تخریب سنگرهای بتنی، پناهگاه نفوذ به ادوات زرهی، مثل امرپ ها  بالگردها و تجمعات نفری دشمن را دارد و برای اولین بار در سال ۹۱ در حضور امیر احمدرضا پوردستان فرمانده نیروی زمینی ارتش رونمایی  شد.نمونه دیگری از سلاح شاهر با نام باهر درحال تولید است. 
ایران در سال ۲۰۰۶ تعداد ۱۰۰۰ دستگاه سلاح تک تیرانداز اشتایر اچ‌اس ٫۵۰ از کشور اتریش خریداری نمود. ایران نسخه هایی بومی با نام صیاد و باهر و شاهر  از روی این اسلحه تولید می‌کند. همچنین این سلاح را در اختیار حزب الله و گروه‌های تحت حمایت خود قرار می‌دهد

## نگارخانه
- پرونده:سلاح_تک_تیرانداز_شاهر_-_رونمایی_از_جدیدترین_دستاوردهای_نیروی_زمینی_ارتش_(1).jpg

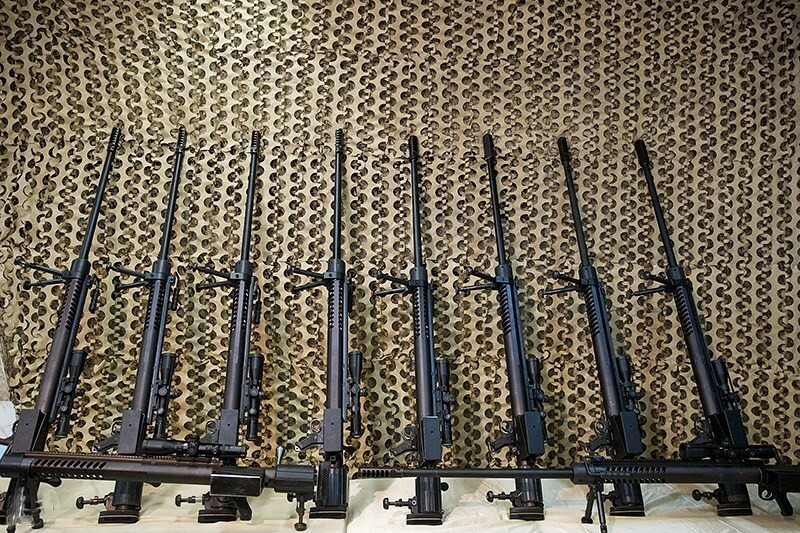
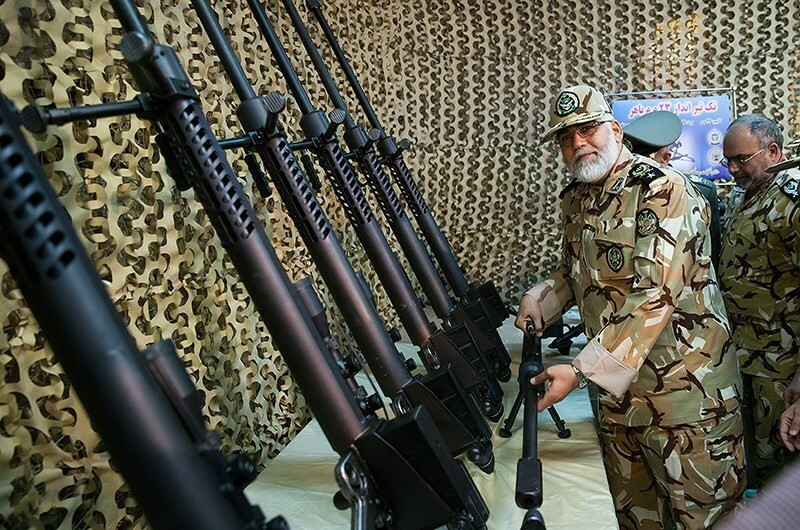
پرونده:سلاح_تک_تیرانداز_شاهر_-_رونمایی_از_جدیدترین_دستاوردهای_نیروی_زمینی_ارتش_(3).jpgتفنگ تک تیرانداز شاهر